# Лафейетт (город, Луизиана)
Лафейе́тт (англ. Lafayette) — город в штате Луизиана, США, административный центр одноимённого прихода. Согласно переписи, проведённой в 2000 году, в Лафайете проживало 110 275 человек, с пригородами — 246 160 человек. Таким образом, Лафайет является четвёртым по величине городом Луизианы. Назван в честь маркиза Жильбера Лафайета — героя войны за независимость США.

## История
Город основан в 1821 году под названием Вермиллионвиль. Позднее для города было выбрано название Лафайет, под впечатлением от визита генерала Лафайета в Соединенные Штаты. Однако название осталось прежним, потому что имя «Лафайет» уже было дано пригороду Нового Орлеана. В конце концов, в 1884 году пригород был включен в состав Нового Орлеана, а Вермиллионвиль стал Лафайетом. В XIX — начале XX столетия экономическое развитие Лафайетта шло преимущественно за счёт переработки сельскохозяйственной продукции. В настоящее время здесь серьёзное развитие получила индустрия туризма, развивающаяся на основе существующих в районе Лафайетта культур креолов и каджунов. В городе также находится Университет Луизианы в Лафайетте (более 17 тысяч студентов).

## География
Лафайет расположен в юго-восточной части США, является центром прихода Лафейетт в штате Луизиана. На юге граничит с городом Янгсвилл.

## Демография
Согласно переписи населения, на 2012 год численность населения составляет 122 761 человек. По своему расовому составу население в Лафайете следующее: 68,23 % белых, 28,51 % афроамериканцев, 1,44 % выходцев из Азии, 0,25 % индейцев, 0,02 % выходцев с островов Тихого океана, 1,55 % остальные расы. Средний возраст жителей — 33 года. Средний годовой доход на жителя — около 21 тыс. долларов США. Ниже черты бедности находятся 16,3 % населения.